# Гольшанський Олександр Юрійович
Гольшанський Олександр Юрійович (пом. між 14 лютого і початком червня 1511) — князь степанський. Представник роду Гольшанських. 

## Життєпис
Другий син князя Юрія Семеновича та його дружини Юліани. У джерелах згаданий в 1469—1511 роках, іноді під прізвищем «Лебедівський». У 1486 році був крайчим литовським, намісником гродненським. 1487(?)/1488 — підчашим литовським. Каштелян Віленський з кінця 1492 року. Посол до Московії в 1494-94 роках. Берестейський староста з 1506 року. 24 листопада 1507 року провів поділ спадку з братанком Юрієм Івановичем Гольшанським-Дубровицьким, отримав частки в Глуську, Гольшанах, Шешолах, віддав йому взамін Золотіїв (тепер частина Рівного), Подоляни, Горбаків, Романів. Після смерті братів, матері з братом Семеном отримав, зокрема, Подоляни, Горбаків, Степань, Житин, Романів, Станків.

## Виноски
1. ↑  містечка у Віленській губернії
2. ↑  Zygmunt I. zatwierdza ks. Aleksandra Juriewicza Holszańskiego, kasztelana wileńskiego, w posiadaniu części dóbr, spadłych nań w Stańkowie, Żytynie, Horbacowie, Podolanach, Romanowie, Hłusku, Olszanach i Szeszolach[2].